# Opera Nazionale Maternità ed Infanzia

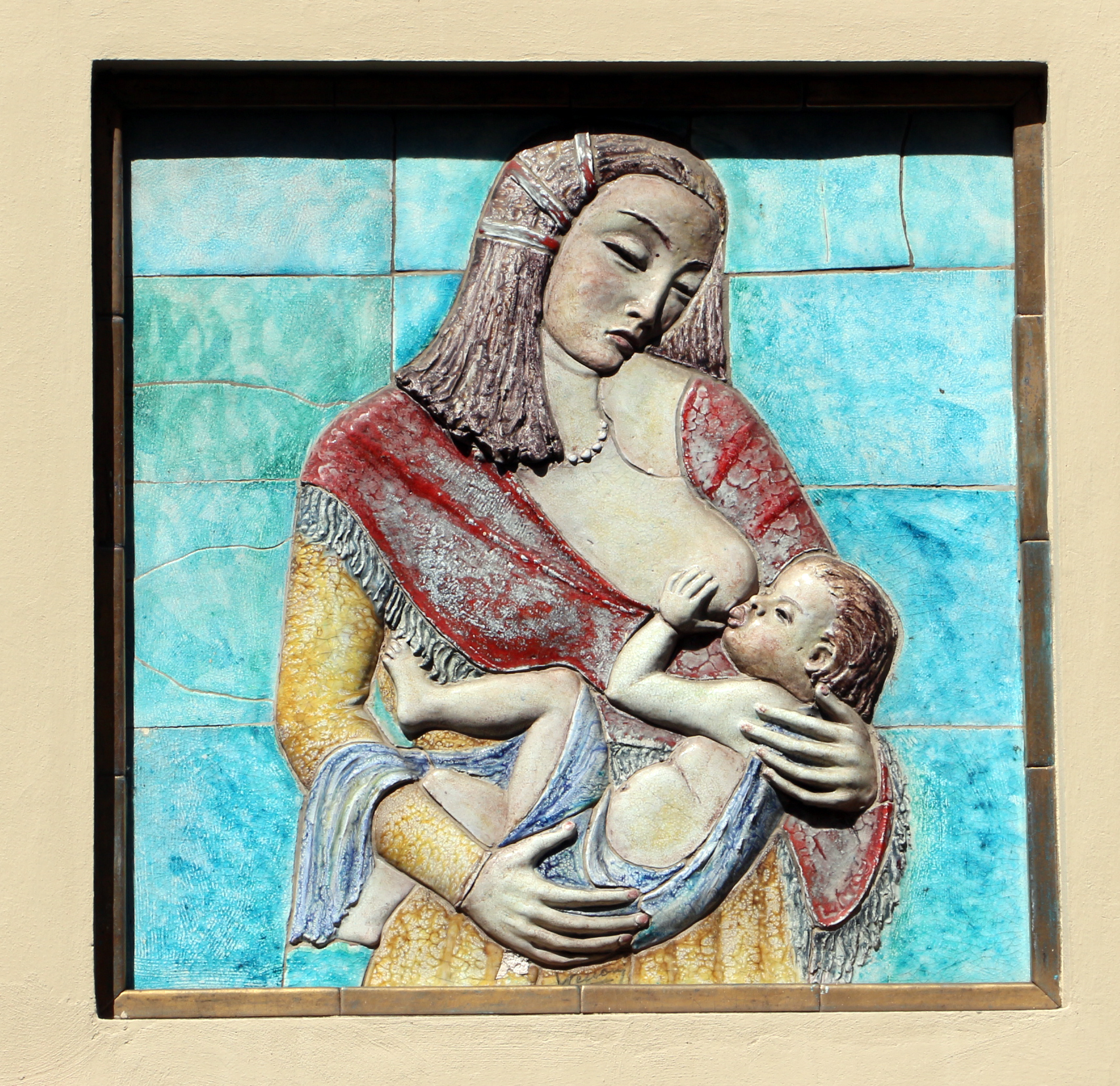
En keramisk relief på det tidigare högkvarteret för ONMI i Florens

Opera Nazionale Maternità ed Infanzia (OMNI) var en italiensk välfärdsorganisation som grundades 1925 med syftet att ge stöd till behövande mödrar och barn. Även verksam inom hälsoområdet, handlade det om profylax, graviditet och förlossningsvård. 
OMNI grundades av Nationella fascistpartiet (PNF) och var formellt en sektion av Fasci Femminili (FF).
OMNI överlevde fascistpartiets upplösning 1943. Det upplöstes 1975. 